# Semana Santa en Lepe
La Semana Santa en Lepe es una conmemoración católica y folclórica de carácter anual del municipio de Lepe, provincia de Huelva. Se celebra en fechas variables entre los meses de marzo y abril y fue declarada en 2006 como Fiesta de Interés Turístico de Andalucía.
El Consejo General de Hermandades y Cofradías de Lepe fue fundado en 2008 por las hermandades de penitencia existentes a la sazón en el municipio.

## La Semana Santa
La Semana Santa representa la Pasión, muerte y resurrección de Jesucristo con grupos escultóricos que procesionan (pasos) por las calles de la ciudad, acompañados por penitentes, bandas de música y devotos. La salida procesional de una hermandad durante esta semana recibe el nombre de estación de penitencia y existen procesiones similares en otras ciudades de Andalucía, España.

## Estaciones de penitencia

### Domingo de Ramos
La Antigua, Ilustre y Fervorosa Hermandad y Cofradía de Nuestro Padre Jesús Nazareno, María Santísima de las Angustias, Jesús en su Entrada Triunfal en Jerusalén, Nuestro Señor Cautivo y Nuestra Señora de la Paz, conocida popularmente como Hermandad de Padre Jesús, realiza estación de penitencia desde la Capilla del Cristo del Mar con las imágenes de Jesús en su Entrada Triunfal en Jerusalén (Antonio León Ortega, 1966) y Nuestra Señora de la Paz (Antonio León Ortega, 1966).

### Lunes Santo
La Hermandad de la Sagrada Oración de Jesús en el Huerto, María Santísima de la Victoria y San Judas Tadeo realiza su estación de penitencia desde la iglesia parroquial de Santo Domingo de Guzmán con la imagen de María Santísima de la Victoria (Elías Rodríguez Picón, 2007).

### Martes Santo
Procesión de Vía Crucis desde la Capilla del Cristo del Mar con la imagen del Cristo del Mar, obra anónima del siglo XVI

### Miércoles Santo

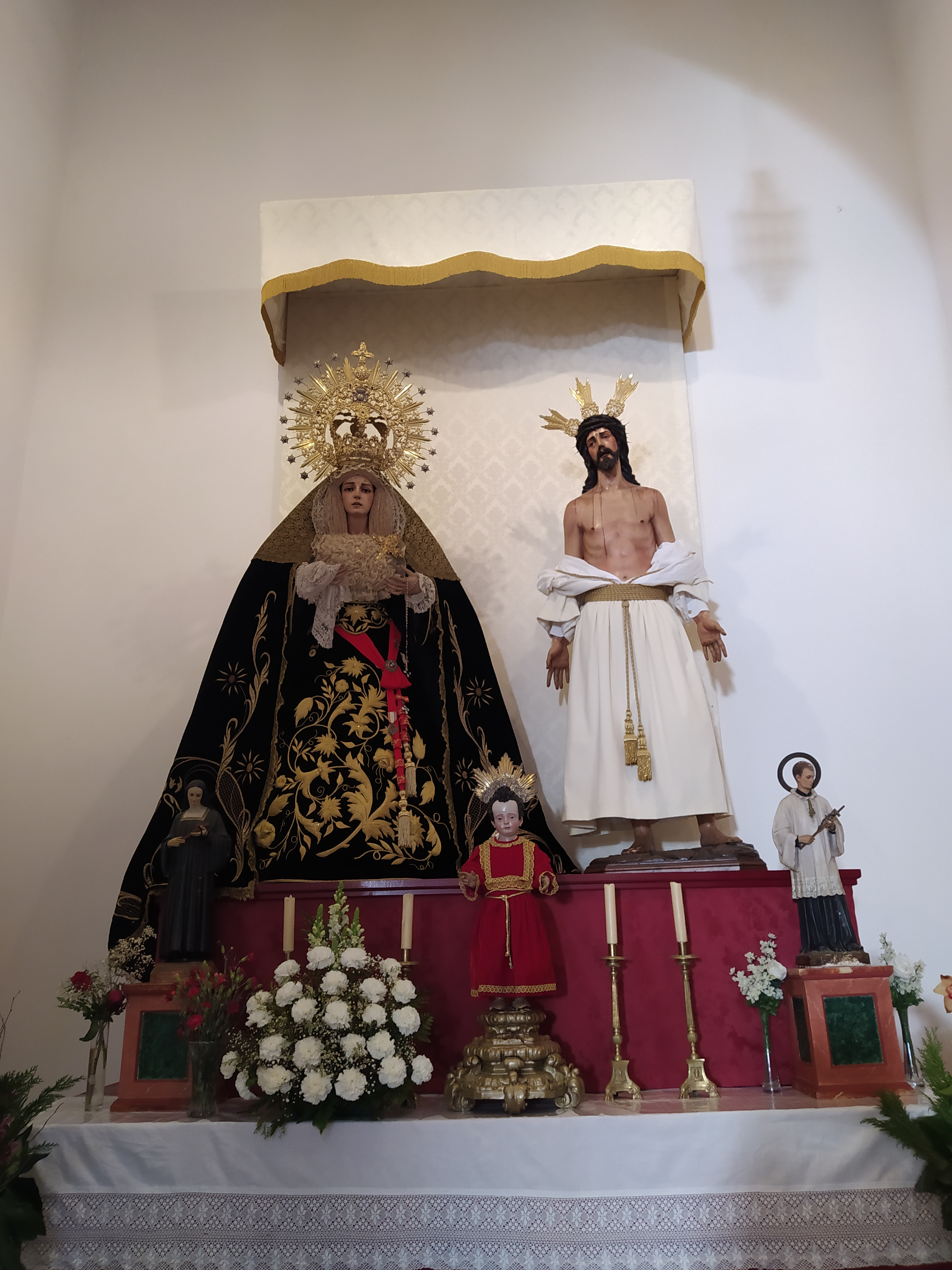
Virgen de los Dolores y Cristo de la Salud

La Ilustre Hermandad y Cofradía del Santísimo Cristo de la Salud, Nuestra Señora de los Dolores, Divino Infante Rey pacífico y Santa Cruz de Jerusalén realiza su estación de penitencia desde la iglesia parroquial de Santo Domingo de Guzmán con las imágenes del Santísimo Cristo de la Salud (Darío Fernández Parra, 1996) y Nuestra Señora de los Dolores (Luis Ortega Bru, 1968).

### Jueves Santo
La Hermandad y Cofradía del Cristo de la Misericordia, María Santísima de la Esperanza, San Juan Evangelista y Nuestra Señora del Amor realiza su estación de penitencia desde la iglesia parroquial de Santo Domingo de Guzmán con las imágenes del Cristo de la Misericordia (crucificado de serie), María Santísima de la Esperanza (obra anónima, siglo XVII) y San Juan Evangelista en conjunto y Nuestra Señora del Amor (Juan Ventura González García, 1990).

### Viernes Santo

#### Hermandad de Padre Jesús
La Antigua, Ilustre y Fervorosa Hermandad y Cofradía de Nuestro Padre Jesús Nazareno, María Santísima de las Angustias, Jesús en su Entrada Triunfal en Jerusalén, Nuestro Señor Cautivo y Nuestra Señora de la Paz, realiza su segunda estación de penitencia desde la iglesia parroquial de Santo Domingo de Guzmán con las imágenes de Nuestro Padre Jesús Nazareno (José Navas-Parejo, 1936) y María Santísima de las Angustias (obra anónima sevillana, siglo XVII).

#### Santo Entierro
La Muy Ilustre y Antigua Hermandad Sacramental y Cofradía del Santo Entierro de Cristo y María Santísima de la Soledad, conocida popularmente como Santo Entierro, realiza estación de penitencia en silencio desde su capilla sita en la calle Monjas con la imagen de un cristo yacente y Nuestra Señora de la Soledad (Juan Manuel Miñarro López, 2005).

## Grupos y bandas de música
Las diferentes hermandades contratan bandas de música de diferente procedencia y que pueden repetirse o variarse de un año a otro en cada estación de penitencia. Las siguientes agrupaciones tienen su sede en Lepe: 
- Agrupación Musical Cristo de la Misericordia, fundada en 1997.
- Banda de Música Escuela municipal de música de Lepe, fundada en 2009.
- Agrupación Musical Virgen Bella, refundada en 2019.

Agrupaciones extintas
- Banda de Cornetas y Tambores Nuestro Padre Jesús Nazareno
- Agrupación Musical Nuestro Padre Jesús Nazareno